# Клыков, Владимир Александрович
Клыков Владимир Александрович (29 декабря 1898, Севастополь, Таврическая губерния — не ранее 1961, США) — авиаконструктор, участник Первой Мировой войны. эмигрант в США, один из создателей знаменитого самолета "Дуглас", внес огромный вклад в организацию воздушного сообщения в США, Председатель комитета по безопасности полетов NACA.

## Биография
Родился в 29 декабря 1898 году в Севастополе в дворянской семье. Отец - Александр Михайлович Клыков. мать - Зинаида Клыкова  (урожденная Пиленко). В 1916 году окончил Севастопольскую гимназию и поступил на кораблестроительный факультет Петроградского политехнического института (по авиационной специальности). Ушел добровольцев в армию, участник Первой Мировой войны (служил в инженерных войсках). В 1918 году восстановился в Политехническом институте, окончил за год два курса.   
В 1919 году началась кампания по выявлению среди студентов бывших царских офицеров. Владимир Клыков не стал дожидаться ареста и в районе Белоострова перешел Финскую границу. Проделал типичный для того времени путь: Гельсингфорс - Прага - Берлин - Париж - США. Оказавшись в Америке работал, первое время. чернорабочим. Для подтверждения образования обратился в Массачусетский технологический университет. Знания. полученные за два курса Петроградского политехнического института, позволили Клыкову быть зачисленным сразу на четвертый курс университета, и уже через несколько месяцев экстерном получить диплом бакалавра по кораблестроению и судовым двигателям. Получил американское гражданство в 1926 году. Начал работать в Детройте на фирме "Эркрафт Девелопмент", где руководил расчетом перспективных проектов, возглавлял отдел прочностного анализа фирмы. По совместительству инженер Клыков читал лекции по летательным аппаратам легче воздуха (дирижаблям) в Детройтском университете.  
В 1933 году Владимир Клыков начал работать заместителем начальника отдела прочности в фирме "Дуглас Эркрафт" в Калифорнии в городе Санта Моника. В это же время он преподавал расчет летательных аппаратов на прочность в Калифорнийском технологическом институте. В "Дуглас Эркрафт" русский инженер-конструктор В.А. Клыков принимал непосредственное участие в создании большинства самолетов фирмы. В том числе был одним из главных конструкторов знаменитых "Дугласов" моделей DC-2 и DC-3 - лучших военно-транспортных и пассажирских самолетов середины XX века. 
В 1936 году Советский Союз закупил 12 самолетов "Дуглас" и лицензию на право их производства. После адаптации к нашим погодным условиям и аэродромам, самолет получил название ЛИ-2 и до начала 60-х годов являлся основным перевозчиком Аэрофлота. 
В середине 30-х годов Департамент коммерции США создал Управление по организации полетов гражданской авиации. Русский инженер В.А. Клыков был назначен заместителем начальника Отделения по Западному побережью, а в 1942 году - возглавил его. После окончания Второй Мировой войны Владимир Александрович Клыков возглавлял отделения Управления гражданской авиацией США в Вашингтоне и Лос-Анжелесе. В начале 60-х годов Клыков вышел на пенсию с должности председателя комитета по безопасности полетов NACA (именно при нем в США состоялись запуски первых астронавтов). Находясь на пенсии В.А. Клыков продолжал преподавательскую деятельность в высших авиационных учебных заведениях США, читая курсы по проектированию и расчету летательных аппаратов. гидродинамике. надежности и безопасности воздушного транспорта.     